# Microsoft Windows 11, version 23H2
Windows 11 2023 Update （バージョン23H2とも呼ばれる。）

バージョン 23H2は、Windows 11に対する2回目のメジャーアップデートで2023年10月31日にロールアウトを開始した。

これは、Windows 11 2022 Update の有効化パッケージとして配信され、ビルド番号は「22631」である。

## 概要
最初のプレビューは、2023年5月25日にベータ チャンネルに参加したインサイダーにリリースされた。

このアップデートでは「Moment 4」からの新機能と変更がデフォルトで有効になっている。

ビルド 22631.2048 以降、バージョン文字列は「22H2」から「23H2」に変更された。

Windows 11 バージョン 23H2 に対する最初の機能アップデート (コードネーム "Moment 5")は、2024年2月29日にリリースされ、いくつかの新機能が加えられた。
- Windows の Copilot の改善
- 音声アクセスの改善
  - フランス語、ドイツ語、スペイン語での新しい音声アクセス
  - マルチディスプレイサポートを追加
  - 新しい音声ショートカット機能
- ナレーターでの画像消費エクスペリエンスの強化
- Windows の共有ウィンドウからリンクを共有するための新しい共有ターゲット
- クイック設定のキャスト フライアウトの更新
- スナップレイアウトの新しい提案機能
- Windows 365 ブートと Windows 365 スイッチの改善
- Android モバイルデバイスから Snipping Tool で最近の写真やスクリーンショットを開くように促す新しい通知

このアップデートは、Home、Pro、Pro Education、Pro for Workstations、SEエディションでは2025年11月11日にサポートが終了となる。 また、Enterprise、Enterprise multi-session、IoT Enterprise、Educationエディションは2026年11月10日にサポート終了となる。
なお、OS ビルド 22635は、バージョン 23H2の環境を維持しつつ新機能のテストを行うために設定された、Beta チャネルのInsider専用のビルドであり、一般向けにリリースされたものではない。

## ビルド
| 凡例 | サポート期限が切れたバージョン | サポート中のバージョン | 最新のプレビューバージョン |

### プレビュービルド
| Windows 11 バージョン 23H2 のプレビュー ビルド | Windows 11 バージョン 23H2 のプレビュー ビルド | Windows 11 バージョン 23H2 のプレビュー ビルド | Windows 11 バージョン 23H2 のプレビュー ビルド |
| OS ビルド                                      | KB番号                                         | リリース日                                     | 概要・新機能 |
| ---------------------------------------------- | ---------------------------------------------- | ---------------------------------------------- | --- |
| 22631.1825                                     | KB5026440                                      | Beta チャネル: 2023年5月25日                   | |
| 22631.1830                                     | KB5026443                                      | Beta チャネル: 2023年6月1日                    | |
| 22631.1835                                     | KB5027305                                      | Beta チャネル: 2023年6月8日                    | - 新しいナレーターの簡体字中国語とスペイン語の自然音声 (スペインとメキシコ) |
| 22631.1900                                     | KB5027301                                      | Beta チャネル: 2023年6月15日                   | |
| 22631.1906                                     | KB5027311                                      | Beta チャネル: 2023年6月22日                   | - システムトレイの時刻と日付を非表示にする機能を追加 - ロック画面のネットワーク ポップアップの再設計 - 再設計された Windows セキュリティ通知ダイアログ - 設定アプリの改善 |
| 22631.1972                                     | KB5027295                                      | Beta チャネル: 2023年6月29日                   | |
| 22631.2048                                     | KB5028247                                      | Beta チャネル: 2023年7月13日                   | - ファイル エクスプローラーの新しいギャラリー機能 |
| 22631.2050                                     | KB5028256                                      | Beta チャネル: 2023年7月21日                   | - ファイルエクスプローラーの改善 - 最新化された詳細ペイン、ホームページ、アドレス バー、検索ボックス - 再設計された共有ウィンドウ - 日本語と英語 (英国)の新しいナレーターの自然な音声 - 設定アプリの改善 - 動的照明デバイスを制御するための新しい動的照明ページ - 再設計されたスタートアップ アプリとアプリ実行エイリアス ページ - Unicode絵文字15のサポートを追加 - Windows Ink 経由で編集フィールドに直接手書き入力する機能を追加 - クイック設定での新しいボリューム ミキサー エクスペリエンス - 安全でないパスワードのコピーと貼り付けに関する新しい警告ダイアログ - Windows スポットライトの改善 - タスクビューでのナビゲーションエクスペリエンスの改善 - パスワードレスのエクスペリエンスの改善 - Windows Hello 経由でアプリや Web サイトにサインインするためにパスキーを登録および使用する機能を追加 - 設定アプリを介してローカルに保存されたパスキーを管理する機能を追加 |
| 22631.2115                                     | KB5028251                                      | Beta チャネル: 2023年7月26日                   | |
| 22631.2129                                     | KB5029359                                      | Beta チャネル: 2023年8月2日                    | - Windows Copilot の早期プレビューの利用可能性 - Microsoft Excelでのナレーターのサポートの強化 - 音声アクセスによる新しいテキスト作成エクスペリエンス - サインイン前のロック画面での音声アクセスのサポートを追加 - Windows Hello for Business による新しいパスワードレス エクスペリエンス - スクリーンキャストエクスペリエンスの改善 - プレゼンスセンシングエクスペリエンスの改善 - [スタート] メニューの [推奨] セクションにあるファイルの上にマウスを移動すると、新しいプレビュー ポップアップが表示される。 - タスクバーのシステムトレイの通知ベルアイコンを更新 - タスクマネージャーの設定ページが再設計 - 設定アプリの日付と時刻ページの改善 |
| 22631.2191                                     | KB5029336                                      | Beta チャネル: 2023年8月10日                   | - HDR ディスプレイでのJPEG XR HDR 背景のサポートを追加 - 新しいナレーターはフランス語、ポルトガル語、英語 (インド)、ドイツ語、韓国語の自然な音声を使用 - ファイル エクスプローラーの新しい詳細ペインにさらに多くのプロパティ フィールドを追加 |
| 22631.2199                                     | KB5029352                                      | Beta チャネル: 2023年8月18日                   | - 追加のアーカイブ ファイル形式 ( 7z、rar、tar )のネイティブ サポートを追加 - ナレーターの改善 |
| 22631.2262                                     | KB5029339                                      | Beta チャネル: 2023年8月24日                   | - 設定アプリの新しいホームページ - 新しい Windows バックアップ アプリ - OOBE 中にバックアップから復元するための新しい画面 - デスクトップ アプリのバックアップと復元のエクスペリエンスの改善 |
| 22631.2265                                     | KB5029347                                      | Beta チャネル: 2023年8月31日                   | - COLRv1 カラー形式のサポートを追加 |
| 22631.2271                                     | KB5030316                                      | Beta チャネル: 2023年9月6日                    | - 主に改善及びバグフィックス |
| 22631.2338                                     | KB5030305                                      | Beta チャネル: 2023年9月12日                   | - 新しいフォーカス セッション ウィジェット |
| 22631.2361                                     | KB5030310                                      | Release Preview チャネル: 2023年9月26日        | - Microsoft Teams の新しいミニ コミュニケーション エクスペリエンス (無料) |
| OS ビルド                                      | KB番号                                         | リリース日                                     | 概要・新機能 |
| ノート： 1.                                    |                                                |                                                | |

#### Beta チャネル専用ビルド
| OS ビルド 22635（Beta チャネル専用）のプレビュービルド | OS ビルド 22635（Beta チャネル専用）のプレビュービルド | OS ビルド 22635（Beta チャネル専用）のプレビュービルド | OS ビルド 22635（Beta チャネル専用）のプレビュービルド |
| OS ビルド                                              | KB番号                                                 | リリース日                                             | 概要・新機能 |
| ------------------------------------------------------ | ------------------------------------------------------ | ------------------------------------------------------ | --- |
| 22635.2419                                             | KB5031463                                              | Beta チャネル: 2023年10月10日                          | - 主に改善及びバグフィックス |
| 22635.2483                                             | KB5031451                                              | Beta チャネル: 2023年10月13日                          | - 主に改善及びバグフィックス |
| 22635.2486                                             | KB5031459                                              | Beta チャネル: 2023年10月19日                          | - 主に改善及びバグフィックス |
| 22635.2700                                             | KB5031452                                              | Beta チャネル: 2023年11月2日                           | - 主に改善及びバグフィックス |
| 22635.2771                                             | KB5032283                                              | Beta チャネル: 2023年11月16日                          | - ナレーターでの画像使用エクスペリエンスの強化 |
| 22635.2776                                             | KB5032292                                              | Beta チャネル: 2023年11月28日                          | - Windows Ink の一部の編集ボックスでデジタル手書き (インク入力) を使用できる機能を、より多くの言語とロケールに拡張。 |
| 22635.2841                                             | KB5032286                                              | Beta チャネル: 2023年12月4日                           | - 新しいウィジェットボードの設定 |
| 22635.2850                                             | KB5033453                                              | Beta チャネル: 2023年12月8日                           | - 主に改善及びバグフィックス |
| 22635.2915                                             | KB5033456                                              | Beta チャネル: 2023年12月14日                          | - Windows 365 ブートと Windows 365 スイッチの改善 - 音声アクセスの改善 - フランス語、ドイツ語、スペイン語での新しい音声アクセス - マルチディスプレイのサポートを追加 - 新しい音声ショートカット機能 - クイック設定のキャスト フライアウトの更新 - Windows 音声認識の廃止 |
| 22635.2921                                             | KB5034212                                              | Beta チャネル: 2024年1月4日                            | - 主に改善及びバグフィックス |
| 22635.3061                                             | KB5034215                                              | Beta チャネル: 2024年1月11日                           | - ロック画面でのより豊かな天気体験 - Windows の共有ウィンドウからリンクを共有するための新しい共有ターゲット |
| 22635.3066                                             | KB5034209                                              | Beta チャネル: 2024年1月19日                           | - USB4バージョン2.0仕様のサポートを追加 |
| 22635.3130                                             | KB5034218                                              | Beta チャネル: 2024年1月25日                           | - スナップレイアウトの新しい提案機能 |
| 22635.3139                                             | KB5034220                                              | Beta チャネル: 2024年2月2日                            | - 主に改善及びバグフィックス |
| 22635.3140                                             | KB5034851                                              | Beta チャネル: 2024年2月8日                            | - Copilotアイコンをタスクバーのシステムトレイの右側に移動 - スタートメニューから今後のMicrosoft Teams会議を直接表示して参加する機能を追加 |
| 22635.3209                                             | KB5034855                                              | Beta チャネル: 2024年2月16日                           | - Android モバイルデバイスから Snipping Tool で最近の写真やスクリーンショットを開くように促す新しい通知 |
| 22635.3212                                             | KB5034845                                              | Beta チャネル: 2024年2月26日                           | - ウィジェットボードの改善 - ウィジェットの新しい通知バッジ |
| 22635.3276                                             | KB5034857                                              | Beta チャネル: 2024年3月4日                            | - タスクバーの Copilot アイコンに新しい Copilot アクション メニューが追加 |
| 22635.3286                                             | KB5035950                                              | Beta チャネル: 2024年3月8日                            | - 主に改善及びバグフィックス |
| 22635.3350                                             | KB5035955                                              | Beta チャネル: 2024年3月13日                           | - 主に改善及びバグフィックス |
| 22635.3420                                             | KB5035953                                              | Beta チャネル: 2024年3月29日                           | - 左揃えのタスクバー上のウィジェットエントリポイントの新しい位置 - ファイルエクスプローラーのアドレスバーのパンくずリスト間の新しいドラッグアンドドロップ機能 - ロック画面に追加のクイックステータス（スポーツ、交通、金融など）を表示する機能を追加 - Windowsの共有ウィンドウからURLを共有するためのQRコードを生成する新しいボタン - Windows バックアップの改善 - サウンド設定のバックアップと復元機能を追加 - Microsoftアカウントで直接サインインする機能を追加                                               |
| 22635.3430                                             | KB5036992                                              | Beta チャネル: 2024年4月5日                            | - テキストまたは画像ファイルをコピーした後に、コパイロットアイコンの外観を変更してアニメーション化する機能を追加 |
| 22635.3495                                             | KB5037000                                              | Beta チャネル: 2024年4月12日                           | - スタートメニューの「おすすめ」セクションにMicrosoft Storeからのおすすめアプリを表示する機能を追加 - Windows で Copilot を通常のアプリケーション ウィンドウにドッキング解除する機能を追加 - デスクトップ上の Windows Spotlight アイコンのインタラクティブ性の調整 - 設定アプリの新しいリンクされたデバイスページ |
| 22635.3500                                             | KB5036985                                              | Beta チャネル: 2024年4月19日                           | - スタートメニューの新しいアカウントマネージャーエクスペリエンス - Windows共有ウィンドウからユーザー自身のGmailアカウントにメールを送信する機能を追加 - 設定ホームページに新しい Game Pass 推奨カードを追加 - ウィジェットダッシュボードの新しいナビゲーションペイン - ウィジェットタスクバーボタンの改善 - 開発者がカスタムウィジェットダッシュボードを使用してウィジェットタスクバーボタンに通知を送信できる機能を追加 - 個々のウィジェットダッシュボードからウィジェットタスクバー通知を無効にする機能を追加 |
| 22635.3566                                             | KB5037002                                              | Beta チャネル: 2024年4月26日                           | - 主に改善及びバグフィックス |
| 22635.3570                                             | KB5037008                                              | Beta チャネル: 2024年5月3日                            | - ファイルエクスプローラーのタブを複製する機能を追加 - タスクマネージャーの改善 |
| 22635.3575                                             | KB5037862                                              | Beta チャネル: 2024年5月10日                           | - Windows共有ウィンドウでファイルをコピーするための新しいコピーボタン |
| 22635.3640                                             | KB5037867                                              | Beta チャネル: 2024年5月17日                           | - 7zおよびtarアーカイブをネイティブに作成するためのサポートを追加 - Emoji 15.1のサポートを追加 |
| 22635.3646                                             | KB5037858                                              | Beta チャネル: 2024年5月23日                           | - 主に改善及びバグフィックス |
| 22635.3720                                             | KB5039312                                              | Beta チャネル: 2024年6月7日                            | - 音声アクセスの改善 - ナレーターにコマンドを与える機能を追加 - 新しい自動再起動メカニズム - Windows Searchで直接検索するための新しいコマンド - タスクバーの検索ボックスからの検索結果でローカルファイルを共有する新しいオプション |
| 22635.3785                                             | KB5039319                                              | Beta チャネル: 2024年6月14日                           | - デスクトップ上の Windows Spotlight アイコンのインタラクティブ性の調整 - Windows の共有ウィンドウでコンテンツを My Phone アプリに共有する新しいオプション |
| 22635.3790                                             | KB5039307                                              | Beta チャネル: 2024年6月21日                           | - スタートメニューからAndroidモバイルデバイスを直接管理する新機能 - Windows でのスタンドアロン アプリとしての Copilot の導入 |
| 22635.3858                                             | KB5039327                                              | Beta チャネル: 2024年6月28日                           | - 主に改善及びバグフィックス |
| 22635.3930                                             | KB5040550                                              | Beta チャネル: 2024年7月12日                           | - ファイルエクスプローラーのホームページに「最近」「お気に入り」「共有」の新しいタブが追加 - タスクバーのプレビューの改善 - タスクバーの最初の文字ナビゲーションのサポートを追加 - システムトレイとクイック設定に新しいスタジオエフェクトエントリが追加 - Android デバイスにコンテンツを共有するための Windows 共有ウィンドウの更新 - 日付/時刻の変更が短縮されたシステムトレイの新しい簡易版 - ナレータースキャンモードのパフォーマンス向上                                                                    |
| 22635.3936                                             | KB5040535                                              | Beta チャネル: 2024年7月22日                           | - 「開く」ダイアログのデザインを変更 - 日付/時刻表示を簡略化したシステムトレイの簡易版を一時的に無効化 |
| 22635.4000                                             | KB5040546                                              | Beta チャネル: 2024年7月26日                           | - タスクバー上の非アクティブおよびピン留めされたアプリのホバーカードを表示する機能を追加しました - 音声アクセスにおけるスペルチェックと修正機能の改善 - ウィジェットダッシュボードの改善 |
| 22635.4005                                             | KB5040555                                              | Beta チャネル: 2024年8月2日                            | - 主に改善及びバグフィックス |
| 22635.4010                                             | KB5041869                                              | Beta チャネル: 2024年8月9日                            | - 日付/時刻表示を簡略化したシステムトレイの簡易版のロールアウトを再開 |
| 22635.4076                                             | KB5041873                                              | Beta チャネル: 2024年8月19日                           | - システムトレイとクイック設定のスタジオエフェクトエントリを一時的に無効化 |
| 22635.4082                                             | KB5041876                                              | Beta チャネル: 2024年8月26日                           | - 特定のアプリからの通知を無効にする提案をオフにする新しいオプション - ロック画面上のメディアコントロールの位置を更新 - 設定アプリの配信最適化ページを再設計 |
| 22635.4145                                             | KB5041881                                              | Beta チャネル: 2024年8月30日                           | - スタートメニューの新しいアカウントマネージャーの更新 - 設定アプリでマウスポインタの精度を高めたり、マウスのスクロール方向を変更したりするための新しい切り替え機能 - Windows Spotlight エクスペリエンスの調整により、ホットスポットと 2 つの異なる UX 処理が追加 - Windowsの共有ウィンドウから直接NotepadとClipchampにコンテンツを共有する機能を追加 - オンスクリーンキーボード用の新しいゲームパッドキーボードレイアウト                                                                                      |
| 22635.4225                                             | KB5043186                                              | Beta チャネル: 2024年9月20日                           | - コンテキストメニューからAndroidデバイスにコンテンツを共有する機能を追加 - 設定アプリからCopilotキーを設定する機能が追加 |
| 22635.4291                                             | KB5043166                                              | Beta チャネル: 2024年9月30日                           | - タスクマネージャーの改善 - OOBE と設定アプリで「カスタマイズされたエクスペリエンス」を「パーソナライズされたオファー」に更新 - 設定アプリからCopilotキーを設定する機能を一時的に無効化 |
| 22635.4300                                             | KB5044386                                              | Beta チャネル: 2024年10月4日                           | - CJK 統合漢字拡張 G、H、Iをサポートする 9,753 の漢字を含む新しい SimSun-ExtG フォント |
| 22635.4367                                             | KB5044373                                              | Beta チャネル: 2024年10月11日                          | - ファイルエクスプローラーまたはデスクトップのコンテキストメニューからアプリと直接共有する機能を追加 |
| 22635.4371                                             | KB5044398                                              | Beta チャネル: 2024年10月18日                          | - Snipping Toolに、表をそのままコピーする機能を追加 - その他バグフィックス |
| 22635.4435                                             | KB5044377                                              | Beta チャネル: 2024年10月25日                          | - 設定アプリからCopilotキーを設定する機能の再有効化 - その他バグフィックス |
| 22635.4440                                             | KB5045889                                              | Beta チャネル: 2024年11月1日                           | - Windows Helloの刷新 - バグの修正のため、オンスクリーンキーボード用の新しいゲームパッドキーボードレイアウトを一時的に無効化 - その他バグフィックス |
| 22635.4445                                             | KB5046745                                              | Beta チャネル: 2024年11月8日                           | - 主に改善及びバグフィックス |
| 22635.4510                                             | KB5046716                                              | Beta チャネル: 2024年11月15日                          | - タスクバーのジャンプリストからファイルを共有可能に - オンスクリーンキーボード用の新しいゲームパッドキーボードレイアウトを再有効化 - ナレーターの改善 - その他バグフィックス |
| 22635.4515                                             | KB5046756                                              | Beta チャネル: 2024年11月22日                          | - OneDrive上のファイルに対する作業をスマートフォンと円滑に共有する新機能 - スタートメニューの「おすすめ」に表示されたファイルをその場で右クリックすることで共有可能に - その他改善及びバグフィックス |
| 22635.4580                                             | KB5046733                                              | Beta チャネル: 2024年12月6日                           | - バグの修正のため、日付/時刻表示を簡略化したシステムトレイの簡易版を一時的に無効化 - エクスプローラーを既に開いているときに外部アプリからエクスプローラーを呼び出すと、自動で新規タブが作成されるように - Microsoft Storeのアップデート機能の拡充 - その他バグフィックス |
| 22635.4655                                             | KB5048753                                              | Beta チャネル: 2024年12月13日                          | - 主に改善及びバグフィックス |
| 22635.4660                                             | KB5048808                                              | Beta チャネル: 2025年1月3日                            | - エクスプローラーの右クリックメニューのアイコンにラベルを追加 - その他改善及びバグフィックス |
| 22635.4800                                             | KB5050085                                              | Beta チャネル: 2025年1月17日                           | - ウィジェットへの機能追加 - ビルド22635.4580で導入されたエクスプローラーの改善を無効化 - その他、Windows バックアップ、タスクバーの検索ボックスと設定アプリの改善 - バグフィックス |
| 22635.4805                                             | KB5050105                                              | Beta チャネル: 2025年1月24日                           | - Snap とナレータースキャンモードの改善 |
| 22635.4870                                             | KB5050087                                              | Beta チャネル: 2025年2月3日                            | - 日本国内向け新機能はなし。改善及びバグフィックス中心 |
| 22635.4880                                             | KB5052100                                              | Beta チャネル: 2025年2月7日                            | - 主に改善及びバグフィックス |
| 22635.4945                                             | KB5052084                                              | Beta チャネル: 2025年2月14日                           | - 主に改善及びバグフィックス |
| 22635.4950                                             | KB5052078                                              | Beta チャネル: 2025年2月21日                           | - ファイルの共有がより簡単で迅速になった - その他改善及びバグフィックス |
| 22635.5015                                             | KB5052089                                              | Beta チャネル: 2025年2月28日                           | - 主に改善及びバグフィックス |
| 22635.5025                                             | KB5053661                                              | Beta チャネル: 2025年3月7日                            | - エクスプローラーのホームに「おすすめのファイル」を表示 - その他改善及びバグフィックス |
| 22635.5090                                             | KB5053649                                              | Beta チャネル: 2025年3月17日                           | - 主に改善及びバグフィックス |
| 22635.5097                                             | KB5053648                                              | Beta チャネル: 2025年3月21日                           | - 主に改善及びバグフィックス |
| 22635.5160                                             | KB5053654                                              | Beta チャネル: 2025年3月31日                           | - ナレーターが最後に話した内容500字を記憶し、後から参照可能に - その他改善及びバグフィックス |
| 22635.5170                                             | KB5055623                                              | Beta チャネル: 2025年4月7日                            | - 主に改善及びバグフィックス |
| 22635.5235                                             | KB5055615                                              | Beta チャネル: 2025年4月14日                           | - 主に改善及びバグフィックス |
| 22635.5240                                             | KB5055645                                              | Beta チャネル: 2025年4月18日                           | - 主に改善及びバグフィックス |
| 22635.5305                                             | KB5055636                                              | Beta チャネル: 2025年4月25日                           | - 音声入力の際に不適切な発言を自動でフィルタリング - その他改善及びバグフィックス |
| OS ビルド                                              | KB番号                                                 | リリース日                                             | 概要・新機能 |
| ノート： 1. 2.                                         |                                                        |                                                        | |

### 公開ビルド
| Windows 11 バージョン 23H2 の一般公開後の更新 | Windows 11 バージョン 23H2 の一般公開後の更新 | Windows 11 バージョン 23H2 の一般公開後の更新                         | Windows 11 バージョン 23H2 の一般公開後の更新 |
| OS ビルド                                     | KB番号                                        | リリース日                                                            | 概要・新機能 |
| --------------------------------------------- | --------------------------------------------- | --------------------------------------------------------------------- | --- |
| 22631.2428                                    | KB5031354                                     | Release Preview チャネル: 2023年10月10日 一般リリース: 2023年10月31日 | - セキュリティの強化 |
| 22631.2506                                    | KB5031455                                     | Release Preview チャネル: 2023年10月26日 一般リリース: 2023年10月31日 | - Windows Ink 経由で編集フィールドに直接手書き入力する機能を追加。 |
| 22631.2715                                    | KB5032190                                     | Release Preview チャネル: 2023年11月14日 一般リリース: 2023年11月14日 | - セキュリティの強化 |
| 22631.2787                                    | KB5032288                                     | Release Preview チャネル: 2023年11月16日                              | - 主に改善及びバグフィックス |
| 22631.2792                                    | KB5032288                                     | Release Preview チャネル: 2023年12月4日 一般リリース: 2023年12月4日   | |
| 22631.2861                                    | KB5033375                                     | Release Preview チャネル: 2023年12月12日 一般リリース: 2023年12月12日 | - セキュリティの強化 |
| 22631.3007                                    | KB5034123                                     | Release Preview チャネル: 2024年1月9日 一般リリース: 2024年1月9日     | - セキュリティの強化 |
| 22631.3078                                    | KB5034204                                     | Release Preview チャネル: 2024年1月11日                               | - Windows Ink の一部編集ボックスでデジタル手書き (インク) を使用する機能を、より多くの言語とロケールに拡張。 |
| 22631.3085                                    | KB5034204                                     | Release Preview チャネル: 2024年1月23日 一般リリース: 2024年1月23日   | |
| 22631.3155                                    | KB5034765                                     | Release Preview チャネル: 2024年2月13日 一般リリース: 2024年2月13日   | - セキュリティの強化 - Copilotアイコンをタスクバーのシステムトレイの右側に移動 |
| 22631.3227                                    | KB5034848                                     | Release Preview チャネル: 2024年2月15日                               | - スナップレイアウトの新しい提案機能 - クイック設定のキャスト フライアウトの更新 - Windows 365 ブートと Windows 365 スイッチの改善 - Windows共有ウィンドウの改善 - 音声アクセスの改善 +設定アプリの新しいモバイルデバイス（電話リンクから名前変更）ページ - Android モバイルデバイスから Snipping Tool で最近の写真やスクリーンショットを開くように促す新しい通知 - フランス語、ドイツ語、スペイン語での新しい音声アクセス - マルチディスプレイサポートを追加 新しい音声ショートカット機能 |
| 22631.3235 Moment 5                           | KB5034848                                     | Release Preview チャネル: 2024年2月29日 一般リリース: 2024年2月29日   | - USB4バージョン2.0仕様のサポートを追加 |
| 22631.3296                                    | KB5035853                                     | Release Preview チャネル: 2024年3月12日 一般リリース: 2024年3月12日   | - セキュリティの強化 |
| 22631.3371                                    | KB5035942                                     | Release Preview チャネル: 2024年3月21日                               | - 主に改善及びバグフィックス |
| 22631.3374                                    | KB5035942                                     | Release Preview チャネル: 2024年3月26日 一般リリース: 2024年3月26日   | |
| 22631.3447                                    | KB5036893                                     | Release Preview チャネル: 2024年4月9日 一般リリース: 2024年4月9日     | - セキュリティの強化 |
| 22631.3520                                    | KB5036980                                     | Release Preview チャネル: 2024年4月11日                               | - 主に改善及びバグフィックス |
| 22631.3527                                    | KB5036980                                     | Release Preview チャネル: 2024年4月23日 一般リリース: 2024年4月23日   | |
| 22631.3593                                    | KB5037771                                     | Release Preview チャネル: 2024年5月14日 一般リリース: 2024年5月14日   | - セキュリティの強化 |
| 22631.3668                                    | KB5037853                                     | Release Preview チャネル: 2024年5月16日                               | - 中国におけるデバイスへの Microsoft PC Manager の導入 - ファイルエクスプローラーのアドレスバーのパンくずリスト間の新しいドラッグアンドドロップ機能を追加 - 設定アプリの新しいリンクされたデバイスページ - スタートメニューの新しいアカウントマネージャーエクスペリエンス - Windows バックアップの改善 - サウンド設定のバックアップと復元機能を追加 - Microsoftアカウントで直接サインインする機能を追加 - Windows共有ウィンドウの改善 - 特定のMicrosoft Teamsチャネルとグループチャットに直接共有する機能を追加 - URLを共有するためのQRコードを生成する新しいオプション - ユーザー自身のGmailアカウントにメールを送信する機能を追加 |
| 22631.3672                                    | KB5037853                                     | Release Preview チャネル: 2024年5月29日 一般リリース: 2024年5月29日   | |
| 22631.3737                                    | KB5039212                                     | Release Preview チャネル: 2024年6月11日 一般リリース: 2024年6月11日   | - セキュリティの強化 |
| 22631.3807                                    | KB5039302                                     | Release Preview チャネル: 2024年6月13日                               | - Copilot をシステムから分離し単独アプリ化 - Emoji 15.1のサポートを追加 - 7zおよびtarアーカイブをネイティブに作成するためのサポートを追加 - 設定ホームページに新しい Game Pass 推奨カードを追加 - Windows共有ウィンドウでファイルをコピーするための新しいコピーボタン - タスクマネージャーの改善および機能の向上 |
| 22631.3810                                    | KB5039302                                     | Release Preview チャネル: 2024年6月25日 一般リリース: 2024年6月25日   | |
| 22631.3880                                    | KB5040442                                     | Release Preview チャネル: 2024年7月9日 一般リリース: 2024年7月9日     | - セキュリティの強化 |
| 22631.3951                                    | KB5040527                                     | Release Preview チャネル: 2024年7月11日                               | - 主に改善及びバグフィックス |
| 22631.3958                                    | KB5040527                                     | Release Preview チャネル: 2024年7月25日 一般リリース: 2024年7月25日   | |
| 22631.4037                                    | KB5041585                                     | Release Preview チャネル: 2024年8月13日 一般リリース: 2024年8月13日   | - セキュリティの強化 |
| 22631.4108                                    | KB5041587                                     | Release Preview チャネル: 2024年8月19日                               | - Android デバイスにコンテンツを共有するための Windows 共有ウィンドウの更新 - ナレータースキャンモードのパフォーマンス向上 - 音声アクセスでのスペルチェックと修正機能の改善 |
| 22631.4112                                    | KB5041587                                     | Release Preview チャネル: 2024年8月27日 一般リリース: 2024年8月27日   | |
| 22631.4169                                    | KB5043076                                     | Release Preview チャネル: 2024年9月10日 一般リリース: 2024年9月10日   | - セキュリティの強化 |
| 22631.4247                                    | KB5043145                                     | Release Preview チャネル: 2024年9月23日                               | - ロック画面上のメディアコントロールの位置を更新 - スタートメニューの新しいアカウントマネージャーの更新 - 設定アプリの配信最適化ページを再設計 - タスクバーの検索ボックスからの検索結果でローカルファイルを共有する新しいオプション |
| 22631.4249                                    | KB5043145                                     | Release Preview チャネル: 2024年9月26日 一般リリース: 2024年9月26日   | - 設定アプリでCopilot Proサブスクリプションを管理する機能を追加 |
| 22631.4317                                    | KB5044285                                     | Release Preview チャネル: 2024年10月8日 一般リリース: 2024年10月8日   | - セキュリティの強化 |
| 22631.4387                                    | KB5044380                                     | Release Preview チャネル: 2024年10月10日                              | - スタートメニューからAndroidモバイルデバイスを直接管理する新機能 - オンスクリーンキーボード用の新しいゲームパッドキーボードレイアウト - 特定のアプリからの通知を無効にする機能の追加 - OOBE と設定アプリで「カスタマイズされたエクスペリエンス」を「パーソナライズされたオファー」に更新 - 設定アプリからCopilot キーを設定可能に |
| 22631.4391                                    | KB5044380                                     | Release Preview チャネル: 2024年10月22日 一般リリース: 2024年10月22日 | - ビルド22631.4387の内容の一般リリース |
| 22631.4460                                    | KB5046633                                     | Release Preview チャネル: 2024年11月12日 一般リリース: 2024年11月12日 | - セキュリティの強化 |
| 22631.4534                                    | KB5046732                                     | Release Preview チャネル: 2024年11月14日                              | - システムトレイの日付/時刻表示を簡略化 - マウスポインターの精度の強化を無効にするオプションの追加 - ナレーターの改善 - その他多数の新機能並びに改善及びバグフィックス |
| 22631.4541                                    | KB5046732                                     | Release Preview チャネル: 2024年11月19日 一般リリース: 2024年11月21日 | - 上記ビルド22631.4534の内容の一般リリース |
| 22631.4602                                    | KB5048685                                     | Release Preview チャネル: 2024年12月10日 一般リリース: 2024年12月10日 | - セキュリティの強化 |
| 22631.4751                                    | KB5050021                                     | Release Preview チャネル: 2025年1月14日 一般リリース: 2025年1月14日   | - セキュリティの強化 |
| 22631.4825                                    | KB5050092                                     | Release Preview チャネル: 2025年1月17日                               | - タスク バーでアイコンにカーソルを合わせると表示されるプレビューの改善 - Windows PCとモバイル端末間での作業内容の共有が可能に - その他、エクスプローラー、Windows Shareおよび拡大鏡アプリの改善 - バグフィックス |
| 22631.4830                                    | KB5050092                                     | Release Preview チャネル: 2025年1月29日 一般リリース: 2025年1月29日   | - 上記ビルド22631.4825の内容の一般リリース |
| 22631.4890                                    | KB5051989                                     | Release Preview チャネル: 2025年2月11日 一般リリース: 2025年2月11日   | - セキュリティの強化 |
| 22631.4969                                    | KB5052094                                     | Release Preview チャネル: 2025年2月13日                               | - 共有されたファイルにタスクバーのジャンプリストから素早くアクセス - その他、Windows スポットライト、ロック画面、ナレーター、エクスプローラー、PC Game Passに関する改善 - バグフィックス |
| 22631.4974                                    | KB5052094                                     | Release Preview チャネル: 2025年2月25日 一般リリース: 2025年2月25日   | - 上記ビルド22631.4969の内容の一般リリース |
| 22631.5039                                    | KB5053602                                     | Release Preview チャネル: 2025年3月11日 一般リリース: 2025年3月11日   | - セキュリティの強化 |
| 22631.5116                                    | KB5053657                                     | Release Preview チャネル: 2025年3月13日                               | - タッチ式のゲームパッド キーボード レイアウトを導入 - 設定アプリの [システム]＞[バージョン情報]の表示内容を変更 - その他改善及びバグフィックス |
| 22631.5126                                    | KB5053657                                     | Release Preview チャネル: 2025年3月25日 一般リリース: 2025年3月25日   | - 上記ビルド22631.5116の内容の一般リリース |
| 22631.5189                                    | KB5055528                                     | Release Preview チャネル: 2025年4月8日 一般リリース: 2025年4月8日     | - セキュリティの強化 |
| 22631.5192                                    | KB5058919                                     | Release Preview チャネル: 2025年4月11日 一般リリース: 2025年4月11日   | - バグフィックス |
| 22631.5261                                    | KB5055629                                     | Release Preview チャネル: 2025年4月15日                               | - ナレーターが話した内容を後から参照 - スマートフォン連携の機能強化 - Windows Share ウィンドウで共有された画像をその場で編集 - その他改善、バグフィックス及びセキュリティの強化 |
| 22631.5262                                    | KB5055629                                     | Release Preview チャネル: 2025年4月22日 一般リリース: 2025年4月22日   | - 上記ビルド22631.5261の内容の一般リリース |
| 22631.5335                                    | KB5058405                                     | Release Preview チャネル: 2025年5月13日 一般リリース: 2025年5月13日   | - セキュリティの強化 |
| 22631.5409                                    | KB5058502                                     | Release Preview チャネル: 2025年5月15日                               | - Copilotを呼び出すための新たなショートカットキー - 設定アプリの [システム]＞[バージョン情報] ページに「よくある質問」節を追加 - その他改善及びバグフィックス |
| 22631.5413                                    | KB5058502                                     | Release Preview チャネル: 2025年5月27日 一般リリース: 2025年5月27日   | - 上記ビルド22631.5409の内容の一般リリース |
| 22631.5415                                    | KB5062170                                     | Release Preview チャネル: 2025年5月31日 一般リリース: 2025年5月31日   | - バグフィックス |
| 22631.5472                                    | KB5060999                                     | Release Preview チャネル: 2025年6月10日 一般リリース: 2025年6月10日   | - セキュリティの強化 |
| 22631.5545                                    | KB5060826                                     | Release Preview チャネル: 2025年6月12日                               | - 主に改善及びバグフィックス |
| 22631.5548                                    | KB5060826                                     | Release Preview チャネル: 2025年6月19日                               | - 主に改善及びバグフィックス |
| 22631.5549                                    | KB5060826                                     | Release Preview チャネル: 2025年6月26日 一般リリース: 2025年6月26日   | - 上記ビルド22631.5545、5548の内容の一般リリース |
| 22631.5624                                    | KB5062552                                     | Release Preview チャネル: 2025年7月8日 一般リリース: 2025年7月8日     | - セキュリティの強化 |
| 22631.5696                                    | KB5062663                                     | Release Preview チャネル: 2025年7月10日                               | - 主にバグフィックス |
| 22631.5699                                    | KB5062663                                     | Release Preview チャネル: 2025年7月15日 一般リリース: 2025年7月22日   | - 上記ビルド22631.5696の内容の一般リリース |
| OS ビルド                                     | KB番号                                        | リリース日                                                            | 概要・新機能 |